# Liste von Interpreten der Chansons von Jacques Brel
Die Liste von Interpreten der Chansons von Jacques Brel enthält eine Auflistung von Interpreten der Chansons von Jacques Brel und der von ihnen vorgetragenen Lieder (im französischen Original oder in einer Übertragung in eine andere Sprache). Lieder, die Brel schrieb aber nicht selbst in sein Repertoire aufnahm, sind als Originalversion gekennzeichnet. Zur Auflistung der Originalaufnahmen von Jacques Brel, siehe die Liste der Chansons und Veröffentlichungen von Jacques Brel.

## 0–9
3JS
- Liefde van later (Single, 2007)

4 Walls
- Ces gens-là (auf der CD „Which Side Are You On“, 2004)

## A
Liane Abels
- Mien slichte land (Mijn vlakke land; auf dem Album „Nait zunder die“, 1987)

Acda en De Munnik
- (De stad) Amsterdam (auf der CD „ACDa en de Munnik“, 1997)
- La Valse à mille temps (auf der CD „Zwerf’ on“, 1997)

Ciara Adams
- Ne me quitte pas (auf der CD „Ciara Adams Live at Le Sélect Bistro“, 2005; Jazz)

Adamo
- Ne me quitte pas

Alex Harvey – siehe The Sensational Alex Harvey Band
Karen Akers
- Chanson des vieux amants (auf der CD „Under Paris skies“, 1996)
- If We Only Have Love (Quand on n’a que l’amour; auf der CD „If We Only Have Love“, 2004)

Nishito Akiko
- If You Go Away (Ne me quitte pas; auf der CD „If You Go Away“, 2007)

Alcione
- Ne me quitte pas („Um Barzinho, Um Violão Live“)

Charis Alexiou
- Ne me quitte pas („Live – Girizontas Ton Kosmo“)

Corinne Allal
- (Benamal) Amsterdam (auf dem Album „Forbidden Fruits“, 1987)

Karrin Allyson
- If You Go Away (Ne me quitte pas; auf der CD „From Paris to Rio“, 1999)

Marc Almond
- The Bulls (Les toros; auf dem Album „Torment and toreros“ von Marc and the Mambas, 1983)
- The Devil (Okay) (Le diable (Ça va)), If You Need (S’il te faut), The Lockman (L’éclusier), We Must Look (Il nous faut regarder), Alone (Seul), I’m Coming (J’arrive), Litany for a Return (Litanies pour un retour), If You Go Away (Ne me quitte pas), The Town Fell Asleep (La ville s’endormait), The Bulls (Les toros), Never to be Next (Au suivant), My Death (La mort; auf der CD „Jacques“, 1989)
- Jacky (Single, 1991)

Ambulette
- If You Go Away (The Lottery, 2006)

Thierry Amiel
- Quand on n’a que l’amour, Amsterdam (auf der CD „Paradoxes“, 2003)

Ange
- Ces gens-là (auf dem Album „Le cimetière des arlequins“, 1971)
- Le moribond, À jeun (auf der CD „A propos de …“, 1982)

Angélica María
- No me dejes (Ne me quitte pas; auf der CD „Ellas cantan asi“)

Dick Annegarn
- Jef (auf der CD „Aux suivants“, 2003)

Richard Anthony
- Les vieux (auf der CD „Hommage – Ils chantent Jacques Brel“, 1998)

Jenny Arean
- Ik hield van (J’aimais), De namen van Parijs (Les prenoms de Paris), Kinderen van (Fils de; auf dem Album „Hommage aan Jacques Brel“, 1974)
- Kinderen van (Fils de; auf dem Album „Jenny Arean“, 1986)
- Delfzijl (Vesoul; auf der CD „Voorwaarts en niet vergeten“, 1999)

Paul Armfield
- Why Should It Be That a Man Gets Bored (Pourquoi-faut il que les hommes s’ennuient; auf der CD „Songs Without Words“, 2004)

Arno
- Le Bon Dieu (auf der CD „A la Française“, 1995)
- La la la (auf der CD „Aux suivants“, 2003)
- Voir un ami pleurer (auf der CD „French bazaar“, 2004)

Arthur H.
- Sur la place (auf der CD „Aux suivants“, 2003)

Sandy Aruba
- Ne me quitte pas (12 inch, 1997; 3 Versionen)

Natacha Atlas
- Ne me quitte pas (auf der CD „Ayeshteni“, 2001)

Attila the Stockbroker
- Ces gens-là (auf der CD „Ne me quitte pas: Brel songs by …“, 1998)

Isabelle Aubret
- Ne me quitte pas, Amsterdam, Le plat pays, Heureux, La Fanette, Les Prénoms de Paris, Je ne sais pas, Seul, Les Vieux, Quand on n’a que l’amour, Rosa, Sur la place, Fils de …, Ne me quitte pas, Le prochain amour, Les Singes, La Chanson des vieux amants, On n’oublie rien, La Quête (auf der CD „Chante Brel“, 2001)

Hugues Aufray
- Ne me quitte pas (auf der CD „Hommage – Ils chantent Jacques Brel“, 1998)

Giacomo Aula
- Ne me quitte pas (auf der CD „The looking glass session“, 2003)

## B
Pierre Bachelet
- La quête, Madeleine, Le plat pays, La Chanson des vieux amants, Voir un ami pleurer, Heureux, La Fanette, Orly, Ne me quitte pas, Quand on n’a que l’amour, Le Bon Dieu (auf der CD „Tu ne nous quittes pas“, 2005)

Joan Baez
- The Dove (La Colombe; auf dem Album „Joan“, 1967)

Roy Bailey
- Les Timides (auf der CD „Ne me quitte pas: Brel Songs by …“, 1998)

Marco Bakker
- Liefde van later (La Chanson des vieux amants; auf dem Album „Marco Bakker zingt romantische sfeersongs“, 1981)

Michael Ball
- If You Go Away (Ne me quitte pas; auf der CD „Songs of love“, 2001)

Yossi Banai
- Ahava bat 20 (La Chanson des vieux amants; auf dem Album „A Gypsy Face“, 1972)
- HaMatilda Sjeli (Mathilde; auf der CD „Sjiekor walo mejajien“ („Dronken maar niet van wijn“, 1990))
- Bisjviel tipa shel chesed (La tendresse), Al tilchi mikan (Ne me quitte pas), Banim (Fils de …), Ha’iesj mehagaz (Le Gaz), Hagoses (Le Moribond), Loe hajiti elohiem (Le Bon Dieu), Habet hetev jaldie habet hetev (Regarde bien petit), Kesjehajiti soes (Le Cheval), Lo sjochechiem davar (On n’oublie rien), Bonboniem (Les Bonbons), Jesj gevoel (Vesoul), Im neda’’ le’ehow (Quand on n'a que l’amour; auf dem Album „Im neda’’ le’ehow – Songs of Jacques Brel“, 1992)

Barbara
- Les Flamandes, Je ne sais pas, Voici, Seul, Sur la place, Ne me quitte pas, Il nous faut regarder, Le Fou du roi, Litanies pour un retour (auf dem Album „Barbara chante Brel“, 1961)

Attila Bardóczy 
- Amsterdam, Les Toros (auf der CD „Chanson classique“, 1996)

Bashung
- Le Tango funèbre (auf der CD „Aux suivants“, 2003)

Shirley Bassey
- If You Go Away (Ne me quitte pas; auf dem Album „And We Were Lovers“, 1967; auch als Single erschienen)
- If We Only Have Love (Quand on n’a que l’amour; auf dem Album „And I Love You so“, 1972)
- If You Go Away (Ne me quitte pas; auf der CD „The Remix Album: Diamonds Are Forever“, 2001; Techno Version)

Franco Battiato
- La canzone dei vecchi amanti (La Chanson des vieux amants; auf der CD „Fleurs“, 1999)

Martine Baujoud
- Hé! m’man (Originalversion, auf einer EP, 1967)

BCN
- Jackie (auf der CD „A Tribute to Scott Walker“, 2006)

Angelique Beauvence
- La Chanson des vieux amants, Ne me quitte pas (auf der CD „Still … love you“, 2004)

Oscar Benton
- If You Go Away (Ne me quitte pas, 1984; Single)

Herman van den Berg
- Die sterwende (Le Moribond), Drinklied (La Bière), Die grysaards (Les Vieux), My lae land (Le Plat Pays), Jojo, Amsterdam, My kinderdae (Mon enfance), Om met liefde alleen (Quand on n’a que l’amour), Vlamingvrou (Les Flamandes), Sneeu or Luik (Il neige sur Liège), Die bedeesdes (Les Timides), Die Lied van die ou minnaars (La Chanson des vieux amants), Die Goeie God (Le Bon Dieu) (auf der CD „Brel in Afrikaans“, 2007)
- Marieke, Mathilde, Laat my by jou bly (Ne me quitte pas), Orly, Nuwe liefde (Le prochain amour), Tot mens ’n vriend sien huil (Voir un ami pleurer), Die stad sluimer in (La Ville s’endomait), Smeekbedes vir ’n terugkeer (Litanies pour un retour), Die wanhopiges (Les Désespérés), Die Marquises (Les Marquises), Fernand (auf der CD „Brel in Afrikaans II“, 2011)

Paloma Berganza
- La Chanson des vieux amants, Ne me quitte pas, La Valse à mille temps (auf der CD „Avec le temps“, 2002)

Gérard Berliner
- Mathilde. (auf der CD „Hommage – Ils chantent Jacques Brel“, 1998)

Dave Berry
- Amsterdam (auf der CD „Ne me quitte pas: Brel Songs by …“, 1998)

Masha Bijlsma Band
- La Chanson des vieux amants (auf der CD „Profile“, 1998; Jazz)

Bic Runga
- Ne me quitte pas (auf der CD „Live in Concert“, 2006)

Bik Bent Braam
- Ne me quitte pas (auf der CD „13“, 2001; Jazz)

Acker Bilk
- If You Go Away (Ne me quitte pas; auf dem Album „His Clarinet & Strings“, 1972; Jazz)

Maria Bill
- De burgerij (Les Bourgeois), Marieke, Fernand, Ne me quitte pas, A jeun, Amsterdam, Pardons, Le Moribond, La Chanson de Jacky, Le Diable [Ça va], Madeleine, Voir un ami pleurer, Jef, La Chanson des vieux amants, La Valse à mille temps, Les Remparts de Varsovie, Litanies pour un retour, Mathilde, Quand on n’a que l’amour (auf der CD „Maria Bill singt Jacques Brel“, 2001)
- Geliebter (Mathilde; auf der CD „Superstars singen Jacques Brel“, 2006)

Black Box Recorder
- Seasons in the Sun (Le Moribond; auf der CD „The Worst of Black Box Recorder“, 2003)

Blink-182
- Seasons in the Sun (Le Moribond; Punkversion)

Karin Bloemen
- Nuttelozen auf der nacht (Les Paumés du petit matin; auf der CD „Het zou toch moeten bestaan“, 2002)

Frida Boccara
- Ne me quitte pas (auf der CD „Un jour, un enfant“, 1998)

Frank Boeijen
- Een vriend zien huilen (Voir un ami pleurer; zusammen mit Micheline van Hautem auf der DVD „Live in Antwerpen“, 2004)

Deborah Boily
- Ne me quitte pas (auf der CD „Thank You for the Music“, 2004; Teil eines „French medley“)

The Bolshoi
- Amsterdam (B-Seite der Single „Sob Story“, 1985)

Jeffry Bonnet
- Ne me quitte pas (Album „Reflexion Reflexion“, 1986)
- Een vriend zien huilen (Voir un ami pleurer; NCRV „Bijna Beroemd“ 2007)
- In de voetsporen van Brel (Theaterprogramm 2006/2007)

Hans de Booij
- De kathedraal (La Cathédrale; auf der Kompilation „Het beste van …“, 1987)
- Marieke (CD „Vlaamse helden“, 1992)

Stef Bos
- De laatste trein (Les Désespérés; auf der CD „De onderstroom“, 1997)
- Jef (auf der CD „Zien“, 1999)

Miguel Bosé
- Ne me quitte pas (auf der CD „Once maneras de ponerse un sombrero“, 1998)

Della Bosiers
- J’aimais, Rosa (Im Konzert „Ode aan Jacques Brel“, Amsterdam 16. März 2003)

Hans Boskamp
- De drinker (L’Ivrogne)

Bots
- Der Nächste (Au suivant; auf dem Album „Schön krank“, 1983)
- Wie volgt (Au suivant; auf der CD „Paradijs“, 1990)

Botticelli
- Seasons in the Sun (Le Moribond; auf der CD „Midnight Moods“, 1989)

Isabelle Boulay
- Amsterdam (auf der CD „Scènes d’amour“, 1999)

Boum!
- Madeleine (auf der CD „Ne me quitte pas: Brel songs by …“, 1998)

David Bowie
- My Death (La Mort; auf diversen Live-Aufnahmen 1972)
- Amsterdam (B-Seite der Single „Sorrow“, 1973)

Ted de Braak
- Aju Publiek (Le Moribond; auf dem Album „Glaasje Madeira“, 1976)

James Dean Bradfield
- To See a Friend in Tears (Voir un ami pleurer; auf der CD „The great western“, 2006)

Bruno Brel
- Les Vieux, Amsterdam, Madeleine, Les Bourgeois, Hé! m’man, Mon père disait, Fils de … (CD „Moitié Bruno moitié Brel“, 2001)

Corry Brokken
- Een wals uit duizenden (La Valse à mille temps, 1960; B-Seite Single)

Patrick Bruel
- Jef (auf der CD „Bruel Tour 90-91“, 1991)

Joke Bruijs
- Moe nie weggaan nie (Ne me quitte pas, in dem Konzert „Ode aan Jacques Brel“, Amsterdam 16. März 2003)

Yuri Buenaventura
- Ne me quitte pas (auf der CD „Herencia Africana“, 1996; Salsa Version)

## C
Didier Caesar alias Dieter Kaiser
- Amsterdam, Annette (La Fanette), Alle Kinder sind wie deine (Fils de …), Bei solchen Leuten (Ces gens-là), Brüssel (Bruxelles), Das Denkmal (La Statue), Das flache Land, (Le plat pays), Das Lied der alten Liebenden (La Chanson des vieux amants), Der Säufer (L’Ivrogne), Die Affen (Les Singes), Die Alten (Les Vieux), Die Bigotten (Les Bigotes), Die Bonbons (Les Bonbons), Die Marquesas-Inseln (Les Marquises), Die Spießer (Les Bourgeois), Die Stiere (Les Toros), Fernand, Ich komme schon (J’arrive), Lied ohne Worte (Chanson sans paroles), Madeleine, Man vergisst nichts (On n’oublie rien), Marieke, Nein, verlass mich nicht (Ne me quitte pas), Orly, Sagt, wenn es wahr wäre (Dites, si c’était vrai), Sylt (Vesoul), Wenn man nichts hat als Liebe (Quand on n’a que l’amour), Walzer der tausend Takte (La Valse à mille temps), Wir müssen endlich seh’n (Il nous faut regarder; CD 1: "Nos chansons préférées" mit 16 französisch gesungenen Liedern und CD 2: "Französische Chansons für deutsche Liebhaber" mit 18 deutsch gesungenen Liedern).
- Weiterhin: Warum erschossen sie Jaurès? (Pourquoi ont-ils tué Jaurès?), Ich liebte die Feen (J’aimais les fées), Ich komme schon (J’arrive), Ich versteh’ nicht warum (Je ne sais pas, pourquoi), Die Rehlein (Les Biches), Die Bigotten (Les Bigotes), Mathilde, Don’t Forsake Me Now (Ne me quitte pas), Man vergisst nichts (On n’oublie rien), Rosa, When One Only Has Love (Quand on n’a que l’amour), Einen Freund seh’n, der weint (Voir un ami pleurer).  Die Affen (Les Singes).
- Englische Fassungen: Amsterdam, Don’t Forsake me Now  (Ne me quitte pas), Son of a Thief (Fils de …),  The Song of Old Lovers (La Chanson des vieux amants), When One Only Has Love (Quand on n’a que l’amour).
- Die über 50 deutschen Fassungen sind gereimt und nach der Originalmelodie singbar. Darunter sind die zwei letzten Fassungen Les Remparts de Varsovie (Der Stadtwall von Warschau), und auf Wunsch und im Auftrag der Fondation Brel, Les Fenêtres (Die Fenster). Die Fondation Brel hat Dieter Kaiser 2020 das Urheberrecht für seine deutschen Fassungen erteilt.

Franco Califano
- Ne me quitte pas (auf der CD „Non escludo ilritorno“, 2005)

Chantal Câlin
- La Chanson des vieux amants (im Programm „Van Piaf tot Câlin“)
- Amsterdam (im Programm „Van Piaf tot Câlin“)
- Je m’en remets à toi (im Programm „Hommage à Piaf“)

Camden
- De burgerij (Les Bourgeois; auf der CD „Puur Brel“, 2003)

Glen Campbell
- If You Go Away (Ne me quitte pas; auf dem Album „Wichita Lineman“, 1968)

Donald Cant
- If You Go Away (Ne me quitte pas), Amsterdam, Brussels (Bruxelles), Marieke, Old Folks (Les Vieux), Jackie (La Chanson de Jacky), Desperate Ones (Les Désespérés), My Death (La Mort), Next (Au suivant), Fanette (La Fanette), Carousel (La Valse à mille temps), If We Only Have Love (Quand on n’a que l’amour; auf der CD „Cant / Brel“, 1999)

Lana Cantrell
- If You Go Away (Ne me quitte pas; auf der CD „Lana Cantrell“, 1998)

Caravelli
- Ne me quitte pas (auf der CD „Douce France“, 1988)

Caribbean Steel Band
- Seasons in the Sun (Le Moribond; auf der CD „Caribbean Holiday“, 2003; instrumental)

Belinda Carlisle
- Ne me quitte pas, If You Go Away (Ne me quitte pas; auf der CD „Voila“, 2007)

José Carreras
- La Chanson des vieux amants (auf der CD „Energia“, 2004)

Rossana Casale
- Non so perché (Je ne sais pas), Vesoul, Se c’è solo l’amore (Quand on n’a que l’amour), Tango funebre (Le Tango funèbre), La canzone dei vecchi amanti (La Chanson des vieux amants), I cuori teneri (Les Cœurs tendres), La mia infanzia (Mon Enfance), Zangra, Isabelle, Le Fiamminghe (Les Flamandes), Non andare via (Ne me quitte pas), La città già dormiva (La Ville s’endormait; auf der CD „Jacques Brel in me“, 1999)

France Castel
- Les Désespérés (auf der CD „Brel Québec“, 1993)

Koen De Cauter
- Le plat pays (auf der CD „Ne me quitte pas: Brel songs by …“, 1998)

Les Cavaliers
- Amsterdam (auf dem Album „Les cavaliers – trubaduuriyhtye“, 1987)

Jean-Paul Céléa & François Couturier
- Ne me quitte pas (auf der CD „Passaggio“, 1990; Jazz)

The Centimeters
- Next (Au suivant) (2001)

Jonatan Cerrada
- Ne me quitte pas

Claude Challe
- Ne me quitte pas (auf der CD „Lover Dose“, 2000)

Chantal Chamberland
- Ne me quitte pas (auf der CD „Serendipity street“, 2006)

Ray Charles
- If You Go Away (Ne me quitte pas; auf dem Album „Come Live with Me“, 1974)

Fay Claassen
- If You Go Away (Ne me quitte pas; auf der CD „Rhythms & Rhymes“, 2002)

Alan Clayson
- Sons of … (Fils de …), Next (Au suivant; auf der CD „Ne me quitte pas: Brel songs by …“)

Julien Clerc
- La Quête

Les Cochabamba
- Ne me quiite pas (auf der CD „Flute mania“, 1992)

Judy Collins
- The Dove (La Colombe; auf dem Album „In my life“, 1966)
- Chanson des vieux amants (auf dem Album „Wildflowers“, 1967)
- Marieke (auf dem Album „Whales & Nightingales“, 1970)
- Sons of … (Fils de …; auf dem Album „Colors of the Day“, 1972)

Les Compagnons de la Chanson
- Ne me quitte pas

Ray Conniff Singers
- If We Only Have Love (Quand on n’a que l’amour; auf dem Album „You Are the Sunshine of My Life“, 1973)

Ernesto Cortazar
- Ne me quitte pas

Sam Cooke
- I Belong to Your Heart (Quand on n’a que l’amour, 1960)

Frank Cools
- Laat me niet alleen (Ne me quitte pas), Vlaamse vrouwen (Les Flamandes), De burgerij (Les Bourgeois), De prille liefde (Le prochain amour), Snoepgoed (Les Bonbons), En wie volgt! (Au suivant), De oudjes (Les Vieux), De drinker (L’Ivrogne), Orly, Mathilde, Heel mijn jeugd (Mon enfance), Rosa, Kinderen van … (Fils de …), Jef, Straks komt mama thuis (Quand maman reviendra), Het bier (La Bière; auf dem Album „Frank Cools zingt Jacques Brel“, 1995)

Vera Coomans
- La Chanson des vieux amants (auf der CD „Ne me quitte pas: Brel songs by …“, 1998)

Costa Cordalis
- Ne me quitte pas (auf der CD „Der Vorhang geht auf“, 1995)

Debbie de Coudreaux
- La Chanson des vieux amants (auf der CD „Have a Little Paris on Me“, 2003)

Mary Coughlan
- Hearts (Les Cœurs tendres; auf der CD „Sentimental killer“, 1992)

Gerard Cox
- De liedertjes (Les Vieux)(1975) auf dem Album „Gerard Cox en Frans Halsema“

Ben Cramer
- Liefde van later (La Chanson des vieux amants; auf dem Album „Als de avond valt“, 1983)

Les Croquants
- La Chanson de Jacky, Le Moribond (auf der CD „Reprise“, 2004)

Arie Cupé
- De oudjes (Les Vieux, auf dem Konzert „Ode aan Jacques Brel“, Amsterdam 16. März 2003)

Crejateef Complot
- Avec (Le plat pays; in Brüsseler Dialekt)

## D
Dalida
- Non lasciarmi solo (Ne me quitte pas)
- Quand on n’a que l’amour (auf dem Album „Le Spectacle du Palais des Sports 1980“, 1980)

Damita Jo
- If You Go Away (Ne me quitte pas; auf dem Album „Damita Jo Sings“, 1965)

Jean-Louis Daulne
- Vesoul (auf der CD „Onomatopoïa“, 1996)

Emma Daumas
- Ne me quitte pas

George Davidson
- Ne me quitte pas (auf der CD „Somewhere in Hy Heart“, 1995)

Dawn
- Ne me quitte pas (auf der CD „Guitar & Vocals“, 2004)

Hamed Daye
- Ne me quitte pas (auf der CD „L’Hip-Hopee“, 2000; rap Version)

Dee Dee Bridgewater
- Ne me quitte pas (auf der CD „J’ai deux amours“, 2005)

Deishovida
- Ne me quitte pas (auf der CD „Not 4 You“, 2000)

Michel Delpech
- Ces gens-là (auf der CD „Hommage – Ils chantent Jacques Brel“, 1998)

John Denver
- Amsterdam (auf dem Album „Take Me to Tomorrow“, 1971, auf dem Album „Live in London“ und auf der DVD „A Song’s Best Friend“, 2000 „An Evening with John Denver“, 2001 De Luxe Version)

Wouter Deprez
- Meug nie weggoan nie (Ne me quitte pas)

Janez Detd.
- Ne me quitte pas (auf der CD „Puur Brel“, 2003).

Neil Diamond
- If You Go Away (Ne me quitte pas; auf dem Album „Stones“, 1971)

Renato Dibi
- Amsterdam, Lombardia (Le plat pays), Insieme a te Marieke (Marieke), Non andare via (Ne me quitte pas), Le Paolotte (Les Flamandes), Amsterdam, I vecchi (Les Vieux), La canzone dei vecchi amanti (La Chanson des vieux amants; auf der CD „Il mio Jacques Brel“, 1990)

Barbara Dickson
- If You Go Away (Ne me quitte pas; auf der CD „The Right Moment“, 1986)

Dicte
- If You Go Away (Ne me quitte pas; auf dem Album „This Is Cool“, 2000)

Marlene Dietrich
- Bitte geh nicht fort (Ne me quitte pas, 1963)

De Dijk
- De stad Amsterdam (Amsterdam; auf der CD „De blauwe schuit“, 1994)

Céline Dion
- Un enfant (auf dem Album „Chants et contes de Noël“, 1983)
- Quand on n’a que l’amour (auf der CD „Celine Dion a L’Olympia“, 1994; live)

Sacha Distel
- Les Crocodiles (Originalversion, auf einer EP, 1962)

Divine Comedy
- Jacky (auf der Single „The Pop Singer’s Fear of the Pollen Count“, 1999)

Sally Doherty
- If You Go Away (Ne me quitte pas; auf der CD „A Tribute to Scott Walker“, 2006)

Lucie Dolène
- La Chanson de Zorino, Ode à la nuit (beides Originalversionen; Filmmusik zum Zeichentrickfilm „Tintin et le Temple du Soleil“, 1969)

De Dopegezinde Gemeente
- Burgerij (Les Bourgeois; auf der CD „Ver van alles“, 1995)

Lia Dorana
- Laat me niet alleen (Ne me quitte pas; auf dem Album „Lia Dorana solo ’68 – een greep uit 10 jaar toneel en musical“, 1968)

Dragseth Duo
- Gah nich wech vun mi (Ne me quitte pas; auf der CD „Soweit …“, 2010; auch auf der CD „Lichtjahre“, 1991)
- Mien platte land (Le plat pays; auf der CD „Soweit …“ 2010; auch auf der CD „The Promised Shore“, 2006)

The Dresden Dolls
- Amsterdam (nicht auf Platte veröffentlicht)

André van Duin
- Liefde van later (La Chanson des vieux amants; auf der CD „Recht uit het hart“, 1999)

Le Duo
- Madeleine, La Valse à mille temps, Ne me quitte pas, La Tendresse, Le Bon Dieu, Jef, Isabelle, Vesoul, L’Amour est mort, La Chanson des vieux amants, La Quète, Amsterdam, Les Bourgeois (auf der CD „Le Duo Plays Jacques Brel“, 2006)

Charles Dumont
- Je m’en remets à toi (Originalversion, auf dem Album „A faire l’amour sans amour“, 1964)

Yves Duteil
- La Fanette (auf der CD „Hommage – Ils chantent Jacques Brel“, 1998)

Altemar Dutra
- Se você partir (Ne me quitte pas; auf dem Album „Altemar Dutra“, 1979)

## E
Sheena Easton
- If You Go Away (Ne me quitte pas; auf der CD „No Strings“, 1993)

Katja Ebstein
- Mein flaches Land  (Le plat pays; auf der CD „Superstars singen Jacques Brel“, 2006)

Stephan Eicher
- Voir un ami pleurer (auf der CD „Aux suivants“, 2003)

Philippe Elan
- Mon enfance, Voir un ami pleurer, La Fanette, Mathilde (auf der CD „Démasqué“, 1992)
- Les Prénoms de Paris, La Fanette (auf dem Konzert „Ode aan Jacques Brel“, Amsterdam 16. März 2003)

Shawn Elliott, Elly Stone, Mort Shuman & Alice Whitfield (Besetzung des Musicals Jacques Brel Is Alive and Well and Living in Paris)
- Marathon (Les Flamandes), Alone (Seul), Madeleine, I Loved (J’aimais), Mathilde, Bachelor’s Dance (La Bourrée du célibataire), Timid Frieda (Les Timides), My death (La Mort), Jackie, Desperate Ones (Les Désespérés), Amsterdam, The Bulls (Les Toros), Old Folks (Les Vieux), Marieke, Brussels (Bruxelles), Fanette (La Fanette), Funeral Tango (Tango funèbre), The Middle Class (Les Bourgeois), You’re not Alone (Jef), Next (Au suivant), Carousel (La Valse à mille temps), If We Only Have Love (Quand on n’a que l’amour; auf der CD „Jacques Brel Is Alive and Well and Living in Paris“, 2002)

Gunther Emmerlich
- Einen Freund zu seh’n, der weint (Voir un ami pleurer), Mein allerletztes Glas (Le dernier repas; auf der CD „Superstars singen Jacques Brel“, 2006)

Sergio Endrigo
- Ti amo (Je t’aime, 1964)

Les Enfoirés
- Ne me quitte pas (auf der CD „Le train des Enfoirés“, 2005)

## F
Raimundo Fagner
- Não me deixes mais (Ne me quitte pas, auf der CD „O Quinze“, 1989)

Marianne Faithfull
- Port of Amsterdam (Amsterdam; Auf dem Compilation-Album „Brel – Ces gens là“, 2019)

Faudel
- Ne me quitte pas (auf der CD „Aux suivants“, 2003)

Female Factory
- Een vriend zien huilen (Voir un ami pleurer; auf der CD „Live at the Royal Theatre Carre“, 1998)

Will Ferdy
- Laat me niet alleen (Ne me quitte pas)
- Vaarwel Emile (Le Moribond, 1965; Single; auch bekannt unter „De stervende“)
- Een wals van duizend tellen (La Valse à mille temps), Amsterdam, De stervende (Le Moribond), Madeleine, Men vergeet niets (On n’oublie rien), Zulke lui (Ces gens-là), Lied auf der oude geliefden (La Chanson des vieux amants), Het vlakke land (Le plat pays), De aanstaande liefde (Le prochain amour), Ik weet niet eens (Je ne sais pas), Zeg, als het eens waar was (Dites, si c’était vrai), Een kind (Un enfant), De duivel (Le Diable), De pralinekes (Les Bonbons), Met alleen maar de liefde (Quand on n’a que l’amour), Ga niet weg van mij (Ne me quitte pas; auf dem Album „Will Ferdy zingt Jacques Brel“)

Jorge Fernando
- La Chanson des vieux amants (auf der CD „Velho fado“, 2001)

Roberto Ferri
- Ne me quitte pas, Madeleine, Le plat pays, La Valse à mille temps (auf der CD „Marinelle et le chat“, 2001)

Evelyn Fischer
- Wenn du von mir gehst (Ne me quitte pas; auf der CD „Superstars singen Jacques Brel“, 2006)

Marjol Flore
- Les Cœurs tendres (auf dem Album „Marjol Flore“, 1973)
- Ich liebte (J’aimais; auf dem Album „Ich leb“, 1984)
- Les Prenoms de Paris, On n’oublie rien, Amsterdam (auf der CD „Lieder & Chansons“, 1992)

Forrester
- If You Go Away (Ne me quitte pas; auf der CD „Ne me quitte pas: Brel Songs by …“, 1998)

The Fortunes
- Seasons in the Sun (Le mMribond; Single, 1968)

French B.
- Ces gens-là (auf der CD „Brel Québec“, 1993)

Kalle Freynik
- Bitte geh nicht fort (Ne me quitte pas, 1967; auf der CD-Box „Super Schlager Box 1963–1970“, 1998)

Gavin Friday
- Next (Au suivant; auf dem Album „Each Man Kills the Thing He Loves“, 1989)
- Amsterdam

Maria Friedman
- If You Go Away (Ne me quitte pas; auf der CD „Now and Then“, 2006)

René Froger
- Liefde van later (La Chanson des vieux amants; auf der CD „Sweet Hellos & Sad Goodbyes 2“, 2002)

## G
Giorgio Gaber
- I borghesi (Les Bourgeois), Che bella gente (Ces gens-là), l’amico (Jef; auf dem Album „I borghesi“, 1971)

Rita di Ghent
- Ne me quitte pas (auf der CD „The Standards Sessions 2“, 2003)

Dori Ghezzi
- Stagioni fuori tempo (Le Moribond)

Bobby Goldsboro
- If You Go Away (Ne me quitte pas; auf dem Album „Word Pictures Featuring Autumn of My Life“, 1968)

Edyta Górniak
- Nie opuszczaj mnie (Ne me quitte pas)

Goodbye Mr. Mackenzie
- Amsterdam (auf der CD „Good Deeds and Dirty Rags“, 1999)

Gorki
- De sluiswacht (L’Éclusier; auf der CD „Puur Brel“, 2003).

Francis Goya & Damian Luca
- If You Go Away (Ne me quitte pas; auf der CD „The Romantic Guitar & Magic Panflute“, 1988(?))

Juliette Gréco
- Le Diable (Ça va) (EP, 1954).
- On n’oublie rien (EP, 1961)
- Vieille (Originalversion, EP, 1964)
- Je suis bien (Originalversion, auf dem Album „La Femme“, 1967)
- La Chanson des vieux amants (auf dem Album „Face à face“, 1970)
- Voir un ami pleurer, J’arrive (auf dem Album „Juliette Gréco chante J. Brel, H. Gougaud, P. Seghers“, 1977; diese Platte erschien, bevor Brel selbst „Voir un ami pleurer“ veröffentlicht hatte).
- On n’oublie rien, Le prochain amour, Voir un ami pleurer, Bruxelles, Je suis bien, La Chanson des vieux amants, J’arrive, Le Tango funèbre, Regarde bien petit, La Valse à mille temps, Ne me quitte pas (auf dem Album „Gréco 88: Hommage à Brel“, 1988)

Jacques Grillot
- Le Diable (Ça va), Le dernier repas, Les Paumés du petit matin, Amsterdam, Les Marquises, Mathilde, Fernand, Les Timides, Les Bigotes, La Fanette, Les Bourgeois, Le Diable, Le Tango funèbre, Le Moribond, La Chanson des vieux amants, Bruxelles, Jef, La Valse à mille temps, Les Vieux, Rosa, Madeleine (auf der CD „Jacques chante Brel“, 1997)

Raymond van het Groenewoud
- Dat slag volk (Ces gens-là; auf der CD „Neem je tijd“, 1989)

Otto Groote Ensemble
- Amsterdam (auf der CD „De anner Steerns an d’ Heven“, 2009)

Gruppe Hörsturz
- Marieke, Les Fenêtres, Les Vieux, Voir un ami pleurer, J’arrive, La Chanson des vieux amants, Les Blés, Les Cœurs tendres, La Valse à mille temps, Le plat pays, Mathilde, Jaurès, Il neige sur Liège, L’Amour est mort, Je suis un soir d’été, La Ville s’endormait, Bruxelles (auf der CD „A Sketch of Brel“, 2009)

Petru Guelfucci
- Ma ti ne voli anda (Ne me quitte pas; auf der CD „Les plus belles chansons“, 2001)

Daniel Guichard
- Ne me quitte pas (auf dem Album „La Tendresse“, 1973)
- Quand on n’a que l’amour (auf der CD „Les plus belles chansons d’amour“, 1994)

Jean Guidoni
- Vesoul (auf der CD „Hommage – Ils chantent Jacques Brel“, 1998)

Inger Marie Gundersen
- If You Go Away (Ne me quitte pas)

Rigmor Gustafsson
- If You Go Away (Ne me quitte pas; auf der CD „I Will Wait for You“, 2003)

## H
Susanna Haavisto 
- Ala vetää vaan (Ne me quitte pas), Seuraava (Au suivant), Syntymässä säikähtäneet (Les Timides; auf dem Album „Laulusi elää, Brel I“, 1984)
- Härät (Les Toros), Jef, Meikäläiset (Les Flamandes), Viimeinen valssi (La Valse à mille temps), Marieke (auf dem Album „Laulusi elää, Brel II“, 1986)

Johnny Hallyday
- Ne me quitte pas (auf dem Album „En concert – Zenith 1984“, 1984)

Frans Halsema
- Madeleine (B-Seite der Single „Ome Nelis heeft kleurentelevisie“, 1967)
- Vrouwencafé (Amsterdam, 1980; Parodie)

Ester Hana
- Ne me quitte pas, Amsterdam (auf der CD „Passport“, 2004)

Jon Harvison
- Le Moribond (auf der CD „Ne me quitte pas – Brel songs by …“, 1998)

Micheline van Hautem
- La Chanson des vieux amants (auf der CD „Brel op 1“, 1998)
- Een vriend zien huilen (Voir un ami pleurer; zusammen mit Frank Boeijen auf der DVD „Live in Antwerpen“, 2004)

Richard Hayman
- If You Go Away (Ne me quitte pas; auf der CD „An Evening in Paris“, 2000)

Douwe Heeringa en Compagnie
- Mathilde, It flakke lân (Le plat pays), Leafste bliuw by my (Ne me quitte pas), Mei de leafde yn it liif (Quand on n’a que l’amour), Utering (Litanies pour un retour), It gas (Le Gaz), In eilan (Une Île), Ik bin in simmerjun (Je suis un soir d’été), Berber (Isabelle), De dwazen fan e lette nacht (Les Paumés du petit matin), Ien foar d’oar (Les Amants de cœur), Fanette (La Fanette), Fertwiveling (Les Désespérés), In sliepende sted (La Ville s’endormait), Clara, In freon dy’t gult is oars (Voir un ami pleurer; auf der CD „Brel in Fries“, 1990)
- Amsterdam, L’Enfance, Zomernacht (Je suis un soir d’été), La Chanson des vieux amants, De nuttelozen auf der nacht (Les Paumés du petit matin), De radelozen (Les Désespérés), Leafste bliuw by my (Ne me quitte pas), Dat soort volk (Ces gens là), Il neige sur Liège, Voir un ami pleurer, Mei de leafde yn it liif (Quand on n’a que l’amour), Marieke (auf der CD „Brel twa“, 2007)

Hana Hegerová
- Lásko prokletá (Ne me quitte pas, auf dem Album Hana Hegerová zpívá texty Pavla Kopty, 1977)
- Lásko má (La Chanson des vieux amants, 1969)

Harma Heikki
- Amsterdam (auf der CD „Yhtenä iltana“, 1990)

Rie Helmig
- Laat me niet alleen (Ne me quitte pas)

Michael Heltau
- Joe (Jacky), Der Gasmann (Le Gaz), Das Lied von der alten Liebe (La Chanson des vieux amants), Wie ein Schaf (Les Bergers), Na, der Franz is net tot (Fernand), Das Bier (La Bière), Amsterdam, Auch ich war einst ein Kind (Mon enfance), Die Bonbonnière (Les Bonbons), Die chancenlos sind (Les Déséspérés; auf dem Album „Heltau singt Brel“, 1975)
- Joe (Jacky), Der Gasmann (Le Gaz), Amsterdam, Kennen Sie den? (Le Cheval), Die Alten (Les Vieux), Wien (Vesoul), Das allerletzte Glas (Le dernier repas), Leute dieser Art (Ces gens là), Karussell (La Valse à mille temps), Franz (Jef; auf dem Album „Michael Heltau Live“, 1976)
- Sie ist wieder da (Mathilde), Ich bin (J’arrive; auf dem Album „Ich bin“, 1980)
- Tango funèbre (Tango funèbre), Franz (Jef), Marieke, Joe (La Chanson de Jacky), Amsterdam, Der Gasmann (Le Gaz), Das Lied von der alten Liebe (La Chanson des vieux amants), Die Bonbonnière (Les Bonbons), Das Bier (La Bière), Auch ich war einst ein Kind (Mon enfance), Die chancenlos sind (Les Désespérés), Der Alte sagt (Mon père disait), Karussell (La Valse à mille temps), Jojo, Madame (Les Remparts de Varsovie), Schön (Le Bon Dieu), Der Nächste (Au suivant), Der Besen (Bruxelles), Die Alten (Les Vieux), Das allerletzte Glas (Le dernier repas), Wien (Vesoul; auf der CD „Best of Brel“, 2005)

André van den Heuvel
- Het bier (La Bière; auf dem Album „Zwart-wit“)
- Jef, De dood (La Mort), Madeleine, Het standbeeld (La Statue; auf dem Album „Hommage aan Jacques Brel“, 1974)

Ivan Heylen
- Jef (Hit-Single in België, 1982)

Al Hirt
- If You Go Away (Ne me quitte pas; auf der CD „Greatest Hits“, 2000)

Robyn Hitchcock
- If You Go Away (Ne me quitte pas; auf der CD „Perspex Island“, 1991)

Klaus Hoffmann
- Adieu Emile (Le Moribond); (auf dem Album „Klaus Hoffmann“, 1975)
- Geh nicht fort von mir (Ne me quitte pas), Marieke; (auf dem Album „Was bleibt?“, 1976)
- Mein Flanderland (Le plat pays), Amsterdam, So sind hier die Leute (Ces gens-là), Adieu Emile, Allein (Seul; auf dem Album „Ich will Gesang, will Spiel und Tanz“, 1977; live)
- Allein (Seul; auf dem Album „Ciao Bella“, 1983)
- Bitte geh nicht fort (Ne me quitte pas), Amsterdam, Jacky, Jef, Marieke, Rosa, Mathilde, Der Walzer der tausend Takte (La Valse à mille temps), Bei diesen Leuten, (Ces gens-là), Knokke le Zoute, Die Stadtmauer von Warschau (Les Remparts de Varsovie), Der Säufer (L’Ivrogne), Die ohne Hoffnung sind (Les Désespérés), Wenn uns nur Liebe bleibt (Quand on n’a que l’amour), Die Alten (Les Vieux), Das Lied der alten Liebenden (La Chanson des vieux amants; auf der CD „Klaus Hoffmann singt Brel“, 1997)
- Der Kammerton, Die Vornamen von Paris (Les Prénoms de Paris), Rosa, Bei diesen Leuten (Ces gens-là), Marieke, Die Marquesas (Les Marquises), Mathilde, Der Säufer (L’Ivrogne), Der unmögliche Traum-Elegie, Der Säufer (L’Ivrogne), Die Alten (Les Vieux), Der unmögliche Traum-Elegie, Knokke-le-Zoute Tango, Amsterdam, Madeleine, Walzer der 1000 Takte (La Valse à mille temps), Die Stadtmauern von Warschau (Les Remparts de Varsovie), Der Kammerton, Miche-Elegie, Das Lied der alten Liebenden (La Chanson des vieux amants), Der unmögliche Traum-Elegie, Die ohne Hoffnung sind (Les Désespérés), Der unmögliche Traum-Elegie 2, Totentango (Le Tango funèbre), Der unmögliche Traum, Kampfthema, Der unmögliche Traum, Der Kammerton, Flämischer Bauerntanz (Les Flamandes), Marquesas-Elegie (Les Marquises), Jacky, Wenn uns nur Liebe bleibt (Quand on n’a que l’amour), Wenn uns nur Liebe bleibt – Reprise, Der unmögliche Traum-Elegie (auf der CD „Brel – Die letzte Vorstellung“, 1997; live)

Johan Hoogeboom
- De nuttelozen auf der nacht (Les Paumés du petit matin, in dem Konzert „Ode aan Jacques Brel“, Amsterdam 16. März 2003)

Shirley Horn
- If You Go Away (Ne me quitte pas; auf der CD „May the Music Never End“, 2003)

Dominique Horwitz
- Les Paumés du petit matin, Amsterdam, La Valse à mille temps, La Chanson de Jacky, Les Bonbons, La Chanson des vieux amants, Mathilde, Orly, Les Bourgeois, Ne me quitte pas, Le Moribond, Les Flamandes, La Fanette, Knokke-le-Zoute-tango, Jef, Bruxelles, La Statue, Madeleine, Les Singes (auf der CD „Singt Jacques Brel“, 2000)

Karin Hougaard
- If You Go Away (Ne me quitte pas), Seasons in the Sun (Le Moribond), Marieke, Liefde van later (La Chanson des vieux amants), My open land (Le plat pays), Vriend sien huil (Voir un ami pleurer), If We Only Have Love (Quand on n’a que l’amour; auf der CD „Metamorph 1999“, 1999)

Engelbert Humperdinck
- If We Only Have Love, (Quand on n’a que l’amour; auf der CD „Live in Concert / All of Me“, 1991; Teil eines Medleys)

## I
Julio Iglesias
- If You Go Away (Ne me quitte pas; auf der CD „Starry Night“, 1990)

## J
Terry Jacks
- Seasons in the Sun (Le Moribond, 1974; Single; von Rod McKuen ins Englische übertragen)
- If You Go Away (Ne me quitte pas, 1974)

Alfred Janson
- Ne me quitte pas (auf der CD „Spor.Sørland Selvportrett“, 2002)

Jocelyne Jocya
- Ne me quitte pas (auf der CD „French Feelings: Jocelyne Jocya in the U.S.A.“, 2003)

Robb Johnson
- Le Bon Dieu, Les Bonbons (auf der CD „Ne me quitte pas: Brel Songs by…“, 1998)

Byron Jones
- Fanette, Ne me quitte pas, Amsterdam, If we only have love (Quand on n’a que l’amour; auf der CD „What Have You Done to My Heart“, 2004)

Jack Jones
- If You Go Away (Ne me quitte pas; auf der CD „Best of Jack Jones“, 1997)

Tom Jones
- If You Go Away (Ne me quitte pas; auf dem Album „Help Yourself“, 1968)

Jasperina de Jong
- De oudjes (Les Vieux; auf dem Album „Een tien voor Jasperien!“, 1969)

Freek de Jonge
- Wie volgt? (Au suivant; auf der CD „De volgende“, 1991)
- Lied auf der oude geliefden (La Chanson des vieux amants), Nuttelozen auf der nacht (Les Paumés du petit matin; auf der CD „Parlando“, 2003)

Filip Jordens
- La Valse à mille temps, La Fanette (auf der CD „Brel op 1“, 1998).

Juanares
- No me dejes (Ne me quitte pas; auf der CD „Chanson Flamenca“, 2005)

Barb Jungr
- Ne me quitte pas, Les Marquises, Marieke, La Chanson des vieux amants (auf der CD „Chanson: The Space in Between“, 2001)

## K
Patricia Kaas
- If You Go Away (Ne me quitte pas; auf der CD „Piano Bar“, 2002)
- Quand on n’a que l’amour (auf der DVD und CD „Toute la musique …“, 2005)

Kamahl
- If We Only Have Love (Quand on n’a que l’amour; auf der CD „Imagine – The World in Unison“, 2003)

Kent
- Fils de … (auf der CD „Aux suivants“, 2003)

The King’s Singers
- La Valse à mille temps (auf der CD „Chanson d’amour“, 1993; a cappella)

The Kingston Trio
- Seasons in the Sun (Le Moribond; Single, 1964)

Eartha Kitt
- Ne me quitte pas (auf der CD „Live in London – 1989 (2“), 1991)

Hildegard Knef
- Mein flaches Land (Le plat pays), Amsterdam (auf dem Album „Überall blühen Rosen“, 1978)

Steve Knightley
- My Death (La Mort; auf der CD „Ne me quitte pas – Brel Songs by …“, 1998)

Josee Koning
- Liefde van later (La Chanson des vieux amants; auf der CD „Verdonken vlinder – Josee Koning zingt Lennaert Nijgh“, 2005)

Elisabeth Kontomanou
- Ne me quitte pas (auf der CD „Hands & Incantation“, 2000)

Wim Koopmans
- If You Go Away (Ne me quitte pas; auf der CD „I’m a Singer“, 1994)

Tommy Körberg en Stefan Nilsson
- Min barndom (Mon enfance), De skenheliga (Les Bigotes), Zangra, Det doftar öl (La Bière), Du får inte gå (Ne me quitte pas), Amsterdam, En flicka (Les Biches), Vid Molins fontän (Les Bourgeois), Visor utan ord (Chansons sans paroles; auf dem Album „Tommy Körberg och Stefan Nilsson tolkar Jacques Brel“, 1982)

Rolinha Kross
- Amsterdam (Jiddische Version, auf dem Konzert „Ode aan Jacques Brel“, Amsterdam 16. März 2003)

Joachim Kühn
- Amsterdam (auf der CD „Brel“, 1992)

## L
Laïs
- Grand Jacques (auf der CD „Brel op 1“, 1998).
- Marieke (auf der CD „Douce Victime“, 2004)

Serge Lama
- J’arrive, Le prochain amour, Ne me quitte pas, Les bourgeois, Dors ma mie, On n’oublie rien, Il pleut, La Fanette, L’Homme dans la cité, Les Biches, Le plat pays (auf dem Album „Lama chante Brel“, 1979)

Fernando Lameirinhas
- Le plat pays (auf der CD „Fadeando“, 1999)

Ngoc Lan
- Nguoi Yeu Neu Ra Di (Ne me quitte pas; auf der CD „Fadeando“)

Daniel Lang
- Ne me quitte pas (Gesprochene Version)

Simone Langlois
- Ne me quitte pas (1959)
- Il nous faut regarder, Un enfant (auf der CD „18 titres“, 1990)

Maurice Larcange
- Ne me quitte pas (auf der CD „Paris for Lovers/Avec moi à Paris“, 2005; instrumental)

James Last
- Seasons in the Sun (Le Moribond; auf der CD „Liebe ist …“, 1989)
- If You Go Away (Ne me quitte pas; auf der CD „Paris, mon amour“, 1990)

Cyndi Lauper
- If You Go Away (auf der CD „At Last“, 2003)

Olivier Laurent
- Ne me quitte pas, La Chanson des vieux amants, Quand on n’a que l’amour, Les Bonbons, L’Amour est mort, La Chanson de Jacky, Au suivant, Jef, Le plat pays, Mon père disait, Amsterdam, Ces gens-là (auf der CD „Ces gens-là“, 2003)

Bruno Lauzi
- Le bigotte (Les Bigotes; auf dem Album „Bruno Lauzi“, 1970)
- Un bambino (Un Enfant), I bonbons (Les Bonbons; auf dem Album „Il teatro di Bruno Lauzi“, 1972)

Daliah Lavi
- If You Go Away (auf der LP „Liebeslied jener Sommernacht“, 1970)

Jean-Sébastien Lavoie
- La Quête (auf der CD „Je me souviendrai“, 2004)

Vicky Leandros
- Pes mou pos bories (Ne me quitte pas; auf dem Album „Pes mou pos bories“, 1971)
- Ne me quitte pas (auf dem Album „Je suis comme je suis“, 1971)

Nara Leão
- La Colombe (auf dem Album „Coisas do mundo“, 1969)

Begijn le Bleu
- k Ga uw tieten pakken (Ne me quitte pas; in der Vorstellung „De prins op het witte paard“, 2005)

Brenda Lee
- If You Go Away (auf dem Album „Johnny One Time“, 1969)

Paul de Leeuw
- Dat soort volk (Ces gens-là; auf der CD „Plugged“, 1993)
- Een slapende stad (La Ville s’endormait; auf der CD „Stille liedjes“, 2000)

Raymond Lefèvre
- Ne me quitte pas (auf dem Album „Les plus belles melodies Francais“, 19..)

Maxime Le Forestier
- La Chanson des vieux amants (auf der CD „Bataclan 1989“, 1989)

Sylvie Legault
- Quand on n’a que l’amour (auf der CD „Brel Québec“, 1993)

Jo Lemaire
- La Quête (auf der CD „Brel op 1“, 1998).

Lemon
- La Chanson des vieux amants (auf der CD „Puur Brel“, 2003).

Ute Lemper
- Ne me quitte pas, Amsterdam (auf der CD „But One Day“, 2003)

Jan Leyers
- Le dernier repas (auf der CD „Puur Brel“, 2003).

Frank Vander linden
- J’arrive (auf der CD „Brel op 1“, 1998).

David Linx & Brussels Jazz Orchestra
- Quand on n'a que l'amour, La Chanson des vieux amants, Vesoul – Amsterdam, Ces gens-là, Mathilde, Ne me quitte pas, Le plat pays, Bruxelles, Isabelle, La Valse à mille temps (auf der CD „Brel“, 2016)

Liesbeth List
- Amsterdam, Litanie bij een terugkeer (Litanie pour un retour), Mijn vlakke land (Le plat pays), De oudjes (Les Vieux), Dat soort volk (Ces gens-là), Alleen (Seul), Verlegen Frieda (Les Timides), De radelozen (Les Désespérés), Mijn vader zei (Mon père disait), Laat me niet alleen (Ne me quitte pas), Brussel (Bruxelles; auf dem Album „Liesbeth List zingt Jacques Brel“, 1969)
- Bitte, geh nicht fort (Ne me quitte pas), Brüssel (Bruxelles), Mein flaches Land (Le plat pays; auf dem Album „Liesbeth List“, 1970)
- De merrie (Le Cheval), Ik ben een zomernacht (Je suis un soir d’été), Rosa, De drinker (L’Ivrogne), Ne me quitte pas, Oma (Grand-mère), Le plat pays, I’m Not Afraid (Fils de …), Kijk nog eens goed m’n kind (Regarde bien, petit), La Chanson des vieux amants, De stier (Les Toros), Een vriend zien huilen (Voir un ami pleurer; auf der CD „Liesbeth List zingt Jacques Brel 2“, 2003).

Dani Litani
- Benamal Amsterdam (Amsterdam)

Charles Lloyd
- Ne me quitte pas (auf der CD „Jumping the Creek“, 2005)

Jack Lukeman & the Black Romantics
- If We Only Have Love (Quand on n’a que l’amour), Jacky, My Death (La Mort), Lockman (L’éclusier), If You Go Away (Ne me quitte pas), Port of Amsterdam (Amsterdam), Un ami pleure (Voir un ami pleurer), The Devils (Le Diable (Ça va)), Fannette (La Fanette; auf dem Album „Wax“, 1995)

Vera Lynn
- If We Only Have Love (Quand on n’a que l’amour; auf der CD „The Unforgettable Vera Lynn“, 1989)

Kay Lyra
- Ne me quitte pas (auf der CD „Influencia do Jazz“, 2004)

## M
M
- Au suivant (auf der CD „Aux suivants“, 2003)

Madonna
- If You Go Away (auf der CD „Animal“, 2012)

Eileen Mager
- Ne me quitte pas (auf der CD „Classic French Songs“, 2001)

Mama’s Jasje
- Vlakke land (Le plat pays) (auf der CD „Hommages II“, 1998)

Manic Movement
- Amsterdam (auf dem Album „Thousand Sufferings“, November 1999)

Barry Manilow
- If we only have love (Quand on n’a que l’amour) (auf der CD „Showstoppers“, 1992)

Vera Mann
- CD „In de schaduw van Brel“ (2004)

Rick Margitza
- La Chanson des vieux amants (auf der CD „Conversations“, 1999)

Lena Martell
- If We Only Have Love (Quand on n’a que l’amour) (auf der CD „One Day at a Time: An Anthology of Song“, 2003)

Fabien Martin
- Vesoul

Maysa Matarazzo
- Ne me quitte pas (auf der LP „Canecão apresenta Maysa“ – 1969 – Copacabana)

Mireille Mathieu
- Ne me quitte pas (auf der CD „Les plus grands success, vol.3“)

Gisela May
- Sohn des … (Fils de …), Die nächste Liebe (Le prochain amour), Begräbnistango (Tango funèbre), Die Schüchternen (Les Timides), Ich fühle mich wohl (Je suis bien), Die Taube (La Colombe), Im Frühling (Au printemps), Das Lied von den alten Liebenden (La Chanson des vieux amants), Auf dem Platz (Sur la place), Ich liebte (J’amais), Die Hirten (Les Bergers), Die Zärtlichkeit (La Tendresse), Das Korn (Les Blés) (auf der LP „Gisela May singt Jacques Brel“, 1979)
- Brüssel (Bruxelles), Die Stiere (Les Toros), Lied von den alten Liebenden (La Chanson des vieux amants), Karusell (La Valse à mille temps), Begräbnistango (Le Tango funèbre), Die Hirten (Les Bergers), Mathilde, Du bist dran (Au suivant), Fanette (La Fanette), Die Schüchternen (Les Timides), Die beste Freundin (Comment tuer l’amant de sa femme  quand on a été élevé comme moi dans la tradition), Die Chancenlosen (Les Désespérés), Der Teufel (Le Diable (Ça va)), Amsterdam (auf der CD „Lieder von Jacques Brel“, 1998)

Rod McKuen
- Come, Jef (Jef), If You Go Away (Ne me quitte pas), The Lovers (Les Amants de cœur), Far west (Le Far west), Zangra, Songs Without Words (Chanson sans paroles), Port of Amsterdam (Amsterdam), I’m not Afraid (Fils de …), To You, The Statue (La Statue), The Women (Les Biches), Les Bourgeois, Les Amants de cœur, Season in the Sun, (Le Moribond) (auf der CD „Sings Jacques Brel“, 1992)

Rob auf der Meeberg
- CD „In de schaduw van Brel“ (2004)

Me First and the Gimme Gimmes
- Seasons in the Sun (Le Moribond) (auf der CD „Have a Ball“, 1997)

Tom Mega
- Les Vieux, Grand Jacques, Amsterdam, Les deux enfants (auf der CD „Brel“, 1992)
- Amsterdam (auf der CD „For You Only“ 1993)

Marieann Meringolo
- If We Only Have Love (Quand on n’a que l’amour) (auf der CD „Imagine … If We Only Have Love“, 2003)

Helen Merrill and Stan Getz
- If You Go Away (Ne me quitte pas)

Jan Mesdag
- Havenstad (Amsterdam), De radelozen (Les Désespérés), Kinderen van (Fils de …), Ik weet niet waarom (Je ne sais pas), De stad viel in slaap (La Ville s’endormait), Voor wat tedere gebaren (La Tendresse), Schiphol (Orly), Laat me niet alleen (Ne me quitte pas), Het huilen van een vriend (Voir un ami pleurer), Alleen (Seul), De prille liefde (Le prochain amour), Als er liefde bestaat (Quand on n’a que l’amour), Ik kom er aan (J’arrive), En opeens straalt het licht (La Lumière jaillira; auf dem Album „Zingt Brel“, 1988)
- La Chanson des vieux amants (auf der CD „Verzameld werk“, 2003)

Mich en Scène
- J’arrive, La Chanson des vieux amants, Pardons, Marieke, Mathilde, Au suivant, Les Vieux, Ne me quitte pas, Le Diable (Ça va), Mijn vlakke land (Le plat pays), Bruxelles, Voir un ami pleurer, Les Marquises, Le Moribond, La Valse à mille temps (auf dem Album „Songs of Jacques Brel“, 2003)
- De Markiezen (Les Marquises), Mathilde, Laat me niet alleen (Ne me quitte pas), De duivel (Le diable (Ça va), Amsterdam (Bonus-CD, 2004)
- Moenie weggaan nie (Ne me quitte pas; auf der CD Madame, 2005))

Milva
- Ne me quitte pas, Quand on n’a que l’amour (auf der CD „La chanson française“, 2001)

Jean-Louis Millette
- La Chanson des vieux amants (auf der CD „Brel Québec“, 1993)

Phil Minton
- Song for Old Lovers (La Chanson des vieux amants), Who’s next? (Au suivant; auf der CD „Brel“, 1992)

Roberta Miranda
- Ne me quitte pas (auf der CD Pele de Amor, 2002 – Universal)

Gerry De Mol & Eva de Roovere
- Teder hart (Les Cœurs tendres) (auf der CD „Min & meer“, 2005)

Moloko
- If You Go Away (DJ Skymoo mix) (Ne me quitte pas) (Remix der Version von Shirley Bassey aus ihrem Album The Remix Album … Diamonds Are Forever, 2000)

Momus
- Nicky (La Chanson de Jacky), Don’t Leave (Ne me quitte pas), See a Friend in Tears (Voir un ami pleurer; auf der 12” EP „Nicky“, 1989; auch auf CD erschienen als Bonustrack auf „Circus Maximus“, 1986)

Moondog Jr.
- Jackie (auf der CD „Every Day I Wear a Greasy Feather on My Hat“, 1995)

Matt Monro
- No me dejes (Ne me quitte pas) (auf der CD „Matt Monro en Espanol“, 1995?)

Anton Montagne & Guus Westdorp
- Amsterdam, Kinderen van … (Fils de …), Il y a, Madeleine, Le prochain amour, J'en appelle, Bruxelles, Mijn vlakke land (Le plat pays), Mathilde, La Chanson des vieux amants (auf der CD „Door elkaar“, 1997)

Des de Moor
- Marieke (auf der CD „Ne me quitte pas: Brel songs by …“, 1998)
- L’Ivrogne (auf der CD „Photographs in Empty Houses“, 1999; zuvor (1992) auf Kassette)
- My Father Said (Mon père disait; auf der CD „Water of Europe“, 1999)

Eric Morena
- La Quête (auf der CD „Oh mon bateau“, 2005)

Ronny Mosuse
- If You Go Away (Ne me quitte pas; 2003)

Mouron
- La Quête, Fils de …, Au suivant, Les Flamandes, Marieke, Les Prénoms de Paris, L’Ivrogne, Mathilde, Quand on n’a que l’amour, Vesoul, Madeleine, Ces gens-là, La Chanson de Jacky, Ne me quitte pas, J’arrive, Le Bon Dieu, Le Tango funèbre, Amsterdam, Voir un ami pleurer, Tu m’as apporté des bonbons (auf der CD „Quinze années d’amour“, 2003)

Nana Mouskouri
- If You Go Away (Ne me quitte pas), Seasons in the Sun (Le Moribond) (auf dem Album „Nana’s Book of Songs“, 1974)
- Le plat pays, Ne me quitte pas (auf der CD „Hommages“, 1997)

Alison Moyet
- Ne me quitte pas (auf der CD „The Essential“, 2003)
- La Chanson des vieux amants (auf der CD „Voice“, 2004)

Danny de Munk
- Hart en ziel (La Chanson des vieux amants) (auf der CD „Hart en ziel“, 2007)

I Muvrini
- Amsterdam (auf der CD „A strada“, 2000)

Mystic Moods Orchestra
- If You Go Away  (Ne me quitte pas) (auf „Stormy Weekend“)

## N
Xavier Naidoo
- Amsterdam (auf der CD „Superstars singen Jacques Brel“, 2006)

Nard Reijnders Consort
- Jacques Brel Suite (Bruxelles, Le Moribond, Ces gens-là, Les Flamandes, Amsterdam, Ne me quitte pas, Quand on n’a que l’amour, Marieke, auf dem Konzert „Ode aan Jacques Brel“, Amsterdam 16. März 2003)

Sandy Newman
- Voir un ami pleurer (auf der CD „Ne me quitte pas: Brel songs by …“, 1998)

Benny Neyman
- Marjan (Les Remparts de Varsovie), Wij zitten goed voor de T.V. (Voir un ami pleurer; auf dem Album „Samen zijn we rijk“, 1978)

Olivia Newton-John
- If We Only Have Love (Quand on n’a que l’amour; auf dem Album „Olivia“, 1972)

Judy Niemack
- La Chanson des vieux amants (auf der CD „Night and the Music“, 1997)

Astrid Nijgh & Jan Rot
- Wordt ’t ja – wordt ’t nee (Le Moribond; auf dem Album „Nachtlied“, 2005)

Willem Nijholt
- Jackie (auf dem Album „Van Elsschot tot Nijgh“, 1971)

Rob de Nijs
- Lied auf der oudere minnaars (La Chanson des vieux amants; auf dem Album „Tussen zomer en winter“, 1977)
- Laat me niet alleen (Ne me quitte pas; auf dem Album „Roman“, 1983)
- De nuttelozen auf der nacht (Les Paumés du petit matin; auf der CD „De reiziger“, 1989)

Nirvana
- Seasons in the Sun (Le Moribond, 1993; auf der CD/DVD-Box „With the Lights Out“, 2004)

Noir Désir
- Ces gens là (auf der CD „Aux suivants“, 2003)

## O
Orchestre Symphonique de RTL
- Amsterdam, Bruxelles, Quand on a que l’amour, Le Moribond, Mathilde, Les Flamandes, Je ne sais pas, La Valse à mille temps, Ne me quitte pas (auf der CD „Brel – Le Monde symphonique de Jacques Brel“, 1992)

## P
Saara Pakkasvirta
- Amsterdam, Epätoivoiset (Les Désespérés), Porvarit (Les Bourgeois; auf dem Album Laulusi elää, Brel I, 1984)
- Rakastin (J’aimais; auf dem Album „Laulusi elää, Brel II“, 1986)

Florent Pagny
- Pagny chante Brel (2007)

Gino Paoli
- Non andare via (Ne me quitte pas, 1962)

Paparazzi
- Ne me quitte pas (auf der CD „Brel Québec“, 1993)

Paper Chase
- My Death (La Mort; auf der CD „What Big Teeth You Have“, 2004)

Bruce Parker
- Ne me quitte pas (auf der CD „Piano: 100 melodies inoubliables“, 2003)

Doug Parkinson
- Ne me quitte pas (auf der CD „Somewhere after Midnight“, 2005)

Jannis Parios
- Mi m’athinis mi (Ne me quitte pas; auf dem Album „Tha me thimithis“, 1979)

Jean-Claude Pascal
- Bitte geh nicht fort (auf dem Album „Bitte geh’ nicht fort“)

Danièle Pascal
- Le Bon Dieu, Les Marquises, Les Cœurs tendres, My Childhood (Mon Enfance), Marieke, Il neige sur Liège, Amsterdam, Les Flamandes, Sons Of …, (Fils de …), Le plat pays, La Fanette, Ne me quitte pas, I Loved (J’amais), On n’oublie rien, La Valse à mille temps, Quand on n’a que l’amour (auf der CD „Pascal sings Brel“, 1999)

Guesch Patti
- Quand on n’a que l’amour (auf der CD „Hommage – Ils chantent Jacques Brel“, 1998)

Freda Payne
- If You Go Away (Ne me quitte pas; auf dem Album „Reaching Out“, 1973)

Pearls Before Swine
- Seasons in the Sun (Ne me quitte pas; auf dem Album „City of Gold“, 1971)

Bart Peeters
- Laat me niet alleen (Ne me quitte pas; auf der CD „Het plaatje van Bart Peeters“, 2004)

Anne Peko
- Ne me quitte pas, Sur la place, Il neige sur Liège, Amsterdam, Orly, Les Bonbons, J’arrive, La Quête (auf der CD „D’Amsterdam à Göttingen …“, 2004)

Henry Pelissier
- Ne me quitte pas, Quand on n’a que l’amour (auf der CD „Les plus belles chansons, disc 1“, 1992)

Petra & Ferruccio
- Non andare via (Ne me quitte pas; auf der CD „Musica nuda 2“, 2006)

Nicolas Peyrac
- Jacky (auf der CD „Hommage – Ils chantent Jacques Brel“, 1998)

The Pierre Hurel Trio
- Ne me quitte pas (auf der CD „My Life Is Like a French Movie“, 2001)

Siân Phillips
- If You Go Away (Ne me quitte pas; auf der CD „And so It Goes“, 2003)

Vadim Piankov
- Amsterdam, La Cathédrale, L’Ivrogne, Fernand, La Foire, Pourquoi faut-il que les hommes s’ennuyent?, Ne me quitte pas, Mon père disait, Madeleine, Bruxelles, Quand on n’a que l’amour, Le plat pays, Sur la place, Il neige sur Liège, Les Vieux, Orly, La Quête, Jojo (auf der CD „Vadim Piankov chante Jacques Brel“, 1998)
- Le plat pays, Jef, Ne me quitte pas, L’Ivrogne, Les Vieux, Les Fenêtres, Mon père disait, L’Enfance, Marieke, Fernand, La Quête, Orly, Amsterdam (auf der CD „Brel – Barbara“, 2001)

Magda Piskorczyk
- Hearts (Les Cœurs tendres; auf der CD „Magda Live“, 2008)

Les Pois Z’ont Rouges
- Les Bonbons (auf der CD „Brel Québec“, 1993)

Polo
- La Fanette (auf der CD „Aux suivants“, 2003)

Ronnie Potsdammer
- Een vrouw of een hond (Les filles et les chiens)

Franck Pourcel
- Ne me quitte pas (auf der CD „Mes plus grands succès“, 2005)

Praga Khan
- Le Port d’Amsterdam (auf der CD „Puur Brel“, 2003).

Paty Pravo
- Non andare via (Ne me quitte pas; auf dem Album „Bravo Pravo“, 1971)
- Canzone degli amanti (La Chanson des vieux amants; auf dem Album „Di vero in fondo“, 1971)

Duilio del Prete
- Non lasciarmi solo (Ne me quitte pas), Marieke, Amsterdam, Quelli là (Ces gens-là), La canzone di Jacky (La Chanson de Jacky), La bassa landa (Le plat pays), Mio padre diceva (Mon père disait), La mia infanzia (Mon enfance), I borghesi (Les Bourgeois), Maddalena (Madeleine), Il leone (Le Lion), I bastioni di Varsavia (Les Remparts de Varsovie), La Fanette, La canzone dei vecchi amanti (La Chanson des vieux amants), I vecchi (Les Vieux), Non lasciarmi solo / La canzone dei vecchi amanti (Ripresa), Dulcinea, Guarda bene, figliolo (Regarde bien, petit), Avanti un altro (Au suivant), La colomba (La Colombe), Zangra, Jaurès, I borghesi (Ripresa), Knokke-le-Zoute, A tutto valzer (La Valse à mille temps), Orly, Vedere piangere un amico (Voir un ami pleurer), Jef / Jojo, La città s’addormiva (La Ville s’endormait), Stasera sono estate (Je suis un soir d’été), Amsterdam, Il moribondo (Le Moribond), Arrivo (J’arrive) / Invecchiare / L’ultima cena (Le dernier repas), Les Marquises, La meta (La Quête; auf der CD „Duilio del Prete canta Brel“, 2002)

Pumajaw
- La Chanson des vieux amants (auf der CD „Becoming Pumajaw“, 2006)

Purper
- Moenie weggaan nie (Ne me quitte pas; im Theaterprogramm „Purper blikt vooruit“, 2006)

## R
Laurika Rauch
- Moenie weggaan nie (Ne me quitte pas), I loved (J’aimais), You Don’t Forget (On n’oublie rien), The Old Folks (Les Vieux), Tenderness (La Tendresse), My Childhood (Mon enfance), Sons of … (Fils de …), The Early Morning Hangers On (Les Paumés du petit matin), Song of the Old Lovers (La Chanson des vieux amants), My Open Land (Le plat pays), Little hypocrites (Les Bigotes), If We Only Have Love (Quand on n’a que l’amour), Marieke (auf der CD „The Brel Album“, 1997)

Jarkko Rantanen
- Lapset (Fils de …), Koiranelämää (Les Filles et les chiens), Yksin (Seul; auf dem Album „Laulusi elää, Brel I“, 1984)
- Kuolema, Mathilde (auf dem Album „Laulusi elää, Brel II“, 1986)

Rapalje
- De stad Amsterdam (Amsterdam; auf der CD „Celtic Fire“, 2007)

Phil Rectra
- Jackie, Funeral tango (Tango funèbre), Amsterdam, Fanette (auf der CD „Phil Rectra Sings Brel and Walker“, 2004)

Dean Reed
- If You Go Away (Ne me quitte pas; auf der CD „Dean Reed a jeho svět“, 1976)

Serge Reggiani
- Les Bourgeois (auf der CD „Hommage – Ils chantent Jacques Brel“, 1998)

Selma Reis
- Ne me quitte pas (auf der CD „Todo Sentimento“, 2001)

Nicolas Repac
- Le Moribond (auf der CD „La Vile“, 2006)

Tine Reymer
- Les Flamandes, Fernand (auf der CD „Brel op 1“, 1998).

Catherine Ribeiro
- Ne me quitte pas (auf der CD „L’Amour aux nus“, 1992)

Patrick Riguelle
- Regarde bien petit, Les Marquises (auf der CD „Brel op 1“, 1998).

Markku Riikonen
- Jacky, Hautajaistango (Tango funèbre), Vanhan pojan bourree (La Bourrée du célibataire; auf dem Album „Laulusi elää, Brel I“, 1984)
- Fanette, Sanaton laulu (Chanson sans paroles; auf dem Album „Laulusi elää, Brel II“, 1986)

Susana Rinaldi
- Chanson des vieux amants (auf der CD „La voz del tango“, 2004)

Alma Ritano
- No me dejes (Ne me quitte pas; auf der CD „Alma del amor“, 1993)

Robert
- La Chanson des vieux amants (auf der CD „Sine“, 2001)

Tom Robinson
- Yuppie scum (Les Bourgeois; auf der CD „Ne me quitte pas: Brel songs by…“, 1998)

Philippe Robrecht
- Mijn vader zei (Mon père disait)

Jimmy Rodgers
- The Lovers

Laurens van Rooyen
- La Chanson des vieux amants (auf dem Album „Rêverie“, 1980)

Maarten van Roozendaal
- Een vrouw of een hond (Les Filles et les chiens, auf dem Konzert „Ode aan Jacques Brel“, 2003)

Ângela Ro Ro
- Ne me quitte pas (auf der CD „Nosso amor ao Armagedon“, 1993)

Stig Rossen
- If We Only Have Love (Quand on n’a que l’amour; auf der CD „Live in Concert“, 1994)

Leon Rosselon
- Jaurès (auf der CD „Ne me quitte pas: Brel Songs by“, 1998)

Gildor Roy
- Comment tuer l’amant d’sa femme (auf der CD „Brel Québec“, 1993)

Annie Royer
- La Valse à mille temps (auf der CD „C’est si bon“, 2000)

## S
Harry Sacksioni
- La Chanson des vieux amants (auf der CD „Oorsprong“, 1998)

Sandler & Young (Tony Sandler & Ralph Young)
- If You Go Away (Ne me quitte pas; auf der CD „Great Gentlemen of Song“, 1998)

Scala
- Voir un ami pleurer (auf der CD „Puur Brel“, 2003).

Dirk Schäfer
- Warten auf Madeleine (Madeleine), Intro zu La Fanette, La Fanette, Aus der Hölle (Le Diable (Ça va)), Solche Leute da (Ces gens-là), Die Spießbürger (Les Bourgeois), Litanies pour un retour, Der Säufer (L’Ivrogne), Les Désespérés, Mathilde, Ne me quitte pas, Ulm (Vesoul), La Chanson des vieux amants, Les Toros, Die Pralinés (Les Bonbons), Amsterdam, Die Alten (Les Vieux; auf der CD „Doch davon nicht genug; Dirk Schäfer singt Jacques Brel“, 2003)

Werner Schneyder
- Das Lied von der alten Liebe (La Chanson des vieux amants), Das allerletzte Glas (Le Dernier repas) (auf der CD „Sentimental – Meine Lieder“, 2004)

Jokke Schreurs Trio
- Ne me quitte pas (auf der CD „Muziek van voor den oorlog“, 2002)

Georges Schmitt
- Ne me quitte pas (Instrumental; auf der CD „Pan Flute“, 1996)

The Seekers
- If You Go Away (Ne me quitte pas; auf dem Album „Seen in green“, 1967)

Jean-Claude Seferian
- La Chanson des vieux amants, Madeleine (auf der CD „L’Homme qui te ressemble“, 1993)
- Le plat pays, Les Prénoms de Paris, Mon enfance, Mathilde, Quand on n’a que l’amour, Ne me quitte pas, Amsterdam, Bruxelles, Jef, L’Ivrogne, La Quête, La Valse à mille temps, Les Marquises, Askoy Blues (auf der CD „Ne me quitte pas – Jean-Claude Seferian chante Brel“, 1998)

The Sensational Alex Harvey Band
- Next (Au suivant) (auf dem Album „Next“, 1973)

Ramses Shaffy
- Mathilde (1960er Jahre)

Sandy Shaw
- Ne me quitte pas (auf der CD „There’s Always sSomething There …“, 1990)

Noar Shulayim
- Benamal (Amsterdam)

Shusha
- Marieke (auf der CD „This Is the Day“, 2001)

Maat Howden
- Amsterdam (auf der CD „A Tribute to Scott Walker“, 2006)

Nina Simone
- Ne me quitte pas (auf dem Album „I Put a Spell on You“, 1965)
- The Desperate Ones (Les Désespérés) (auf dem Album „Nina Simone and Piano!“, 1969)

Frank Sinatra
- If You Go Away (Ne me quitte pas) (auf dem Album „My Way“, 1967)
- I’m not Afraid (Fils de …; auf dem Album „Frank Sinatra’s Greatest Hits Vol. 2“, 1970)

Eddie Skoller
- If You Go Away (Ne me quitte pas), Zambra (Zangra) (auf dem Album „What Did You Learn in School Today“, 1980)
- Mathilde, Bon Bons (Les Bonbons) (auf dem Album „Eddie Skoller & Hans 6-strengs én mands band“, 1982)

Sleeping Pictures
- Girls and Dogs (Les Filles et les chiens) (auf der CD „A Tribute to Scott Walker“, 2006)

Ernst Daniël Smid
- Liefde van later (La Chanson des vieux amants) (auf der CD „Gevoel van geluk“, 2003)

Wende Snijders – siehe Wende
Spell
- Seasons in the Sun (Le Moribond) (auf der CD „Seasons in the Sun“, 1993)

Spiritual Brothers
- Ne me quitte pas (auf der CD „Spiritual Brothers“, 2003)

Dusty Springfield
- If You Go Away (Ne me quitte pas) (auf dem Album „The Look of love“, 1967)

Thérèse Steinmetz
- Adieu papa (Le Moribond) (auf dem Album „Thérèse“, 1976)

Starflam
- Ce plat pays II (auf der CD „Puur Brel“, 2003).

Berdien Stenberg
- Ne me quitte pas; Bruxelles; Rosa (auf der CD „Het beste uit de … top 100 (3)“, 1995; Kompilation aus 3 Titeln)

Stéphane & Didier
- Bruxelles, La Fanette, Ne me quitte pas, Le plat pays, Amsterdam, Madeleine, La Chanson des vieux amants, Les Bonbons (auf der CD „Nos chansons préférées“, 2005)
- Amsterdam, Rosa, Die Spießer (Les Bourgeois), Marieke, Alle Kinder sind wie deine (Fils de …) (auf der CD Französische Chansons für deutsche Liebhaber 2005).

Sting
- Ne me quitte pas (auf der CD „Shape of My Heart“, 1993)

Stories from the Moon
- Les Cœurs tendres  (auf der CD „Stories from the Moon“, 2006)

Evabritt Strandberg
- Jag vet nästan inget alls (Je ne sais pas), Marieke, Knokke Le-Zoute, Min älskade (La Chanson des vieux amants), Amsterdam, Du får inte gå (Ne me quitte pas), Det doftar öl (La Biére), Fernand, Begravningstango (Le Tango funèbre), Flen (Vesoul), Jag minns (J’arrive), Kanske kärlek är allt (Quand on n’a que l’amour) (auf der CD „Evabritt Strandberg sjunger Brel“, 1995)

Camille O’Sullivan
- Vesoul, Song for Old Lovers (La Chanson des vieux amants), Next (Au suivant), My Death (La Mort), Voir un ami pleurer, Sons of … (Fils de …), Amsterdam, Ne me quitte pas, Middle Class (Les Bourgeois), Old folks (Les Vieux), Marieke, Le Moribond, We must look (Il nous faut regarder), Jackie, If We Only Have Love (Quand on n’a que l’amour; auf der CD „Camille O’Sullivan Sings Brel Live“, 2004)

The Sword Vulcano Complex
- My Death (La Mort) (auf der CD „A Tribute to Scott Walker“, 2006)

## T
Telstar
- Le Moribond (auf der CD „Puur Brel“, 2003).

Jacky Terrasson
- Ne me quitte pas (auf der CD „A Paris …“, 2001; Jazz u. a. mit Grégoire Maret)

Têtes Raides
- Les Vieux (auf der CD „Aux suivants“, 2003)

JP den Tex & Les Gueux
- Marieke (auf der CD „After Hours“, 1993)

Toots Thielemans
- Ne me quitte pas (auf der CD „Do Not Leave Me“, 1989)
- Ne me quitte pas (mit Fred Hersch, auf der CD „Concerto pour Harmonica“, 1993)

Romain Tonazzi & Pascal
- Ne me quitte pas (auf der CD „28 melodies populaires françaises a la guitare“, 1990)

Michèle Torr
- Quand on n’a que l’amour (auf der CD „A mi-vie“, 1993)
- Amsterdam (auf der CD „Hommage – Ils chantent Jacques Brel“, 1998)

Emilíana Torrini
- If You Go Away (Ne me quitte pas; auf der CD „To Be Free, Pt. 1“, 1999)

Dédé Traké
- Les Bourgeois (auf der CD „Brel Québec“, 1993)

Tran Thai Hoa
- If You Go Away (Ne me quitte pas)

Sylvie Tremblay
- La Quête (auf der CD „Brel Québec“, 1993)

Jackie Trent
- If You Go Away (auf dem Album „The Look of Love“, 1969)

Triggerfinger
- Au suivant (auf der CD „Puur Brel“, 2003).

Mari Trini
- Ne me quitte pas (Single, 1974)

Will Tura
- Mijn vlakke land (Le plat pays; auf der CD „Vlaanderen“, 1988)

## U
Henk van Ulsen
- Jacky (La Chanson de Jacky), De stier (Les Toros), En wie volgt! (Au suivant!), Doodsbed-tango (Le Tango funèbre), Een vrouw of een hond (Les Filles et les chiens; auf dem Album „Hommage aan Jacques Brel“, 1974)

## V
Vaiana, Pierre
- Le Moribond, Chanson de Jacky, Les Marquises, Les Bourgeois, Mathilde, La Chanson des vieux amants, Vésoul, Le plat pays, Les Bonbons, Bruxelles, Les Paumés du petit matin, Voir un ami pleurer (CD „L’Âme des poètes – joue Brel“, 1996)

Conny Vandenbos
- Oud (Vieille; auf dem Album „Conny Vandenbos“, 1964)

René Vandendorpe
- Ne me quitte pas (Gewinner des Publikumspreises, „Concours de la Chanson“, 2005)

Maurizio Vandelli
- Non lasciarmi solo (Ne me quitte pas; auf der CD „Se nei ’90 …“, 1991)

Ornella Vanoni
- Ne me quitte pas (auf der CD „Ai miei amici cantautori“, 2003)

Sylvie Vartan
- Ne me quitte pas (auf dem Album „Olympia 72“, 1972; live)
- La Chanson des vieux amants (auf der CD „Au casino de Paris“, 1995)
- Vesoul (auf der CD und DVD „Tour de siècle“, 1999; Teil eines Medley)

Jan Vayne
- La Chanson des vieux amants (auf der CD „Living Colours“, 1992)

Herman van Veen
- Liefde van later (La Chanson des vieux amants; auf dem Album „Herman van Veen II“, 1969)
- Dit slag volk (Ces gens-là; auf dem Album „Morgen“, 1970)
- Ich lieb dich noch (La Chanson des vieux amants; auf dem Album „An eine ferne Prinzessin“, 1977)
- Een vriend zien huilen (Voir un ami pleurer), Ich weiß (Voir un ami pleurer; auf dem Album „Anne“, 1987)
- Voir un ami pleurer (auf der CD „You Take My Breath Away“, 1992)
- Marieke (auf der CD „My Cat and I“, 1994)
- M’n vlakke land (Le plat pays; auf der CD „In echt“, 1998)
- Quand on n’a que l’amour (auf der DVD „Carré 2000“)
- Moenie weggaan nie (Ne me quitte pas; auf der CD „Carré 2000“, 2001)
- Ich loz dir nisht gejn (Ne me quitte pas; auf der CD „Was ich dir singen wollte – Live“, 2002)

Regine Velasquez
- If You Go Away (Ne me quitte pas)

Velvet Sound Orchestra
- Ne me quitte pas (auf der CD „Mediterranean Nights“, 1999)

Anthony Ventura Orchestra
- Ne me quitte pas

Johan Verminnen
- Een vriend zien huilen (Voir un ami pleurer; auf der CD „Traag is mooi“, 1986)
- Een vriend zien huilen (Voir un ami pleurer; auf der CD „Live for Life“, 1993; zusammen mit Kathy Lindekens)
- Fernand (auf dem Konzert „Ode aan Jacques Brel“, Amsterdam 16. März 2003)

Bobby Vinton
- Seasons in the Sun (Le Moribond; auf dem Album „With Love“, 1974)

De Vliegende Panters
- Kwek Duck (Parodie auf Liefde van later (La Chanson des vieux amants); auf der CD „Sex-Live“, 1998)

Volvere
- Etapas de mi vida (Le Moribond; auf der CD „Profugos de Chicago“, 2005)

VonBergh
- Marieke, Venlo (Amsterdam), Unne vrind zeen bäöke (Voir un ami pleurer), De nuttelozen auf der nacht (Les Paumés du petit matin), Laot mich neet allein (Ne me quitte pas; auf der CD „Brecht-Brel“, 2006; deels in het Limburgs)

David Vos
- Jojo, La Chanson de Jacky, De nuttelozen auf der nacht (Les Paumés du petit matin), Le Moribond, Voir un ami pleurer, Fernand, La Valse à mille temps, Mijn vlakke land (Le plat pays), C’est comme ça, Ces gens-là, Vesoul, De drinker (L’Ivrogne; auf der CD „David Vos zingt Brel in café ’t Blaauwhooft“, 2001; auf de CD „Van Brel tot Vos“, 2007; live)

Luc De Vos
- De sluiswacht (L’Éclusier; auf der CD „Brel op 1“, 1998).

## W
Hessel aus der Wal
- Alleen (Seul, in dem Konzert „Ode aan Jacques Brel“, Amsterdam 16. März 2003)

The Walkabouts
- People Such as These (Ces gens-là; auf dem Album „Train Leaves at Eight“, 2001)

Scott Walker
- Mathilde, My Death (La Mort), Amsterdam (auf dem Album „Scott“, 1967)
- Jackie (La Chanson de Jacky), Next (Au suivant), The Girls and the Dogs (Les Filles et les chiens; auf dem Album „Scott 2“, 1968)
- Sons of … (Fils de …), Funeral Tango (Tango funèbre), If You Go Away (Ne me quitte pas; auf dem Album „Scott 3“, 1969)
- Die Aufnahmen sind gesammelt auf der 1981 veröffentlichten LP „Scott Walker sings Jacques BreL“.

Dionne Warwick
- If We Only Have Love (Quand on n’a que l’amour; auf dem Album „Dionne“, 1972)

Konstantin Wecker
- Joe (Jacky; auf der CD „Superstars singen Jacques Brel“, 2006)

Wende
- Ça va, La valse à mille temps, Ne me quitte pas, La Quête (auf der CD „Quand tu dors“, 2004)
- Au Suivant (Im niederländischen Fernsehprogramm Vrijdag prinsjesdag am 10. September 2004).

Dottie West
- If You Go Away (Ne me quitte pas; auf dem Album „What I’m Cut Out to Be“, 1968)

Westlife
- Seasons in the Sun (Le Moribond, 1999; Single, 1999 mit Kerstmis)

Cherry Wijdenbosch
- Mijn vlakke land (Le plat pays; auf der CD „Niet ik“, 1999)

Jeroen Willems
- Liefde van later (La chanson de vieux amants; 2005)
- De namen van Parijs (Les Prénoms de Paris), Mijn jeugd (Mon Enfance), Madeleine, Mijn vlakke land (Le plat pays) Wie volgt (Au suivant), Nuchter (À jeun), De radelozen (Les Désespérés), Schiphol (Orly), Fernand, Laat me niet alleen (Ne me quitte pas), De dronken man (L’Ivrogne), De stervende (Le Moribond), Fanette, Mathilde (auf der CD „Jeroen Willems zingt Jacques Brel“; auf dem Solo-Konzert „Brel, de zoete oorlog“; live in Huis Oostpool, 2005)

Andy Williams
- Seasons in the Sun (Le Moribond; auf der CD „Reflexions“, 1991)

Nancy Wilson
- If We Only Have Love (Quand on n’a que l’amour; auf der CD „Live from Las Vegas“, 2002; Aufnahme von 1968; Teil der CD-box „The Essence of Nancy Wilson“)

Michel Wintsch / Bänz Oester / Gerry Hemingway
- Ne me quitte pas (auf der CD „The Current Underneath“, 2001)

Edward Woodward
- If You Go Away (Ne me quitte pas; auf der CD „Love Is the Key“, 1977)

Nanette Workman
- Ne me quitte pas (auf der CD „Brel Québec“, 1993)

## Y
Glenn Yarbrough
- The Women (Les Biches; auf dem Album „The Lonely Things“, 1966)

## Z
Zakformaat XL
- De sluiswacht (L’Éclusier; auf der CD „N°1“, 2000)

Gheorghe Zamfir
- If You Go Away (Ne me quitte pas; auf der CD „Images“, 1989)

Zebda
- Jaurès (auf der CD „Aux suivants“, 2003)

Zinzin
- Vesoul (auf der CD „20 Success dela chanson“, 2000)

Zita Swoon (unter dem vormaligen Namen Moondog Jr.)
- Jackie (auf der CD „Every Day I Wear a Greasy Feather on My Hat“, 2000)